# Consonante periférica
En la lingüística australiana, las consonantes periféricas son una clase natural que abarca consonantes articuladas en los extremos de la boca:  labiales (labio) y velares (paladar blando). Es decir, son las consonantes no coronales (palatal, dental, alveolar y postalveolar). En lenguas australianas, estas consonantes se combinan tanto fonotácticamente como acústicamente. En las filologías árabe y maltesa, las letras solares y letras lunares transcriben consonantes no coronales, pero no forman una clase natural .

## Fonología
|             | Bilabial | Velar |
| ----------- | -------- | ----- |
| Oclusiva    | p        | k     |
| Nasal       | m        | ŋ     |
| Aproximante | w        | w     |

Las lenguas australianas suelen favorecer las consonantes periféricas (palabra y sílaba) al principio, y no se permiten palabras y sílabas comunes al final, a diferencia de las consonante apical.
En la extinta lengua martuthunira, las paradas periféricas /p/ y /k/ compartían una alofonía similar. Mientras que las otras oclusivas podían sonar entre vocales o después de una nasal, las periféricas solían ser sordas.